# Лесінді
Лесінді (груз. ლესინდი) — село в Грузії.
За даними перепису населення 2014 року в селі проживає 52 особи.